# مقاطعة كيروفوهراد
مقاطعة كيروفوغراد أو كِرُوفُغرَاد أُبْلَست هي مقاطعة في وسط أوكرانيا، المركز الإداري لها هو مدينة كيروفوهراد.

## الجغرافيا
تقع كيروفوغراد في وسط أوكرانيا، يحدها شمالا كل من تشيركاسي أوبلاست وبولتافا أوبلاست، و جنوبا ميكولايف أوبلاست،وشرقا دنيبروبتروفسك أوبلاست، كما يحدها غربا كل من أوديسا أوبلاست وفينيتسا أوبلاست.

تقدر مساحتها ب24،588 كم، حوالي 4.07٪ من المساحة الإجمالية لأوكرانيا.